# Хуан Хосе Ернандес Перес
Хуан Хосе Ернандес Перес (на испански: Juan José Hernández Pérez) е испански мореплавател и изследовател.

## Ранни години и плавания (ок. 1725 – 1774)
Роден е около 1725 година в Палма де Майорка на остров Майорка, Испания. Дълги години извършва каботажни плавания по тихоокеанско крайбрежие, като неведнъж плава и до Филипините. През 1768 е назначен в пристанището на Сан Блас в района на Нова Испания (днес Мексико) и придобива ранг на ръководител на флотилия.

## Изследователска дейност (1774 – 1775)
В началото на 1774 получава правителствена задача от вицекраля на Нова Испания – Антонио Мария Букарели и Урсуа, да извърши разузнаване на тихоокеанското крайбрежие до 60° с.ш. (т.е. до местата достигнати от Витус Беринг през 1741) и да установи какво правят руснаците в откритите от тях части на Северна Америка и ако е възможно да установи приятелски отношения както с тях така и с местното население. Предложено му е да се ръководи от морски карти, съставени „на основа на руските открития“. Възможно е, че в полезрението на испанското правителство да са попаднали не само картите от втората експедиция на Беринг и Чириков (тогава те вече не са засекретени), но и някои „съвършено секретни“ карти и донесения на руски откриватели и изследователи и на сибирските власти за откриването на Алеутските о-ви.
През 1774 с кораба „Сантяго“ Перес не успява до достигне до 60° с.ш., но става първият европеец, който плава от тропическите ширини до 48° с.ш., и първия европеец, който описва и грубо картира около 1100 км от западното крайбрежие на Северна Америка от 48° с.ш. до 54º 40' с.ш. Открива западния бряг на остров Ванкувър, в т.ч. залива Нутка (18 юли, 49°35′ с. ш. 126°35′ з. д. / 49.583333° с. ш. 126.583333° з. д.) и част от о-вите Кралица Шарлота. По време на плаването си Перес не успява никъде да слезе на брега и да установи връзки с местното население, не среща също и руски морски съдове. На обратния път открива връх Олимпус (2428 м) в днешния щат Вашингтон. На 28 август се завръща в залива Монтерей, където прави кратък престой и на 5 ноември 1774 се прибира в Сан Блас, без да изпълни поставените му задачи.
Поради тази причина през 1775 на север са изпратени три кораба, като всеки изпълнява самостоятелни задачи. Първите два кораба се командват от Бруно де Есета и Хуан Франсиско де ла Бодега и Куадра, а третия от Хуан Перес, който детайлно картира залива Сан Франсиско. Умира на 3 ноември 1775 година на връщане от плаването в Тихия океан между Монтерей (Калифорния) и Сан Блас.

## Памет
Неговото име носи залив Хуан Перес (52°30′ с. ш. 131°25′ з. д. / 52.5° с. ш. 131.416667° з. д.) на източното крайбрежие на остров Морсби в о-вите Кралица Шарлота.